# Kabelo Seakanyeng
Kabelo Seakanyeng (Serowe, 25 giugno 1993) è un calciatore botswano, centrocampista del Maghreb Fès e della nazionale botswana.

## Carriera

### Nazionale
Nel 2014 ha esordito in nazionale.

## Statistiche

### Cronologia presenze e reti in nazionale
Aggiornato al 9 giugno 2023

| Cronologia completa delle presenze e delle reti in nazionale ― Botswana | Cronologia completa delle presenze e delle reti in nazionale ― Botswana | Cronologia completa delle presenze e delle reti in nazionale ― Botswana | Cronologia completa delle presenze e delle reti in nazionale ― Botswana | Cronologia completa delle presenze e delle reti in nazionale ― Botswana | Cronologia completa delle presenze e delle reti in nazionale ― Botswana | Cronologia completa delle presenze e delle reti in nazionale ― Botswana | Cronologia completa delle presenze e delle reti in nazionale ― Botswana |
| Data                                                                    | Città                                                                   | In casa                                                                 | Risultato                                                               | Ospiti                                                                  | Competizione                                                            | Reti                                                                    | Note                                                                    |
| ----------------------------------------------------------------------- | ----------------------------------------------------------------------- | ----------------------------------------------------------------------- | ----------------------------------------------------------------------- | ----------------------------------------------------------------------- | ----------------------------------------------------------------------- | ----------------------------------------------------------------------- | ----------------------------------------------------------------------- |
| 30-5-2014                                                               | Francistown                                                             | Botswana                                                                | 1 – 0                                                                   | Burundi                                                                 | Qual. Coppa d'Africa 2015                                               | -                                                                       | 45’                                                                     |
| 10-9-2014                                                               | Gaborone                                                                | Botswana                                                                | 0 – 2                                                                   | Senegal                                                                 | Qual. Coppa d'Africa 2015                                               | -                                                                       | 61’                                                                     |
| 5-9-2015                                                                | Francistown                                                             | Botswana                                                                | 1 – 0                                                                   | Burkina Faso                                                            | Qual. Coppa d'Africa 2017                                               | -                                                                       |                                                                         |
| 30-9-2015                                                               | Francistown                                                             | Botswana                                                                | 2 – 3                                                                   | Etiopia                                                                 | Amichevole                                                              | -                                                                       | 20’                                                                     |
| 10-10-2015                                                              | Asmara                                                                  | Eritrea                                                                 | 0 – 2                                                                   | Botswana                                                                | Qual. Mondiali 2018                                                     | -                                                                       | 74’ 80’                                                                 |
| 13-10-2015                                                              | Francistown                                                             | Botswana                                                                | 3 – 1                                                                   | Eritrea                                                                 | Qual. Mondiali 2018                                                     | -                                                                       |                                                                         |
| 14-11-2015                                                              | Francistown                                                             | Botswana                                                                | 2 – 1                                                                   | Mali                                                                    | Qual. Mondiali 2018                                                     | -                                                                       |                                                                         |
| 17-11-2015                                                              | Bamako                                                                  | Mali                                                                    | 2 – 0                                                                   | Botswana                                                                | Qual. Mondiali 2018                                                     | -                                                                       | 71’                                                                     |
| 24-3-2016                                                               | Moroni                                                                  | Comore                                                                  | 1 – 0                                                                   | Botswana                                                                | Qual. Coppa d'Africa 2017                                               | -                                                                       | 45’                                                                     |
| 27-3-2016                                                               | Francistown                                                             | Botswana                                                                | 2 – 1                                                                   | Comore                                                                  | Qual. Coppa d'Africa 2017                                               | -                                                                       | 26’                                                                     |
| 4-6-2016                                                                | Francistown                                                             | Botswana                                                                | 1 – 2                                                                   | Uganda                                                                  | Qual. Coppa d'Africa 2017                                               | -                                                                       | 45’                                                                     |
| 10-6-2017                                                               | Francistown                                                             | Botswana                                                                | 0 – 1                                                                   | Mauritania                                                              | Qual. Coppa d'Africa 2019                                               | -                                                                       |                                                                         |
| 30-9-2017                                                               | Francistown                                                             | Botswana                                                                | 2 – 0                                                                   | Etiopia                                                                 | Amichevole                                                              | -                                                                       | 42’                                                                     |
| 24-3-2018                                                               | Gaborone                                                                | Botswana                                                                | 1 – 0                                                                   | Lesotho                                                                 | Amichevole                                                              | -                                                                       | 23’                                                                     |
| 18-4-2018                                                               | Harare                                                                  | Zimbabwe                                                                | 0 – 1                                                                   | Botswana                                                                | Amichevole                                                              | 1                                                                       |                                                                         |
| 9-9-2018                                                                | Luanda                                                                  | Angola                                                                  | 1 – 0                                                                   | Botswana                                                                | Qual. Coppa d'Africa 2019                                               | -                                                                       |                                                                         |
| 13-10-2018                                                              | Ouagadougou                                                             | Burkina Faso                                                            | 3 – 0                                                                   | Botswana                                                                | Qual. Coppa d'Africa 2019                                               | -                                                                       |                                                                         |
| 16-10-2018                                                              | Gaborone                                                                | Botswana                                                                | 0 – 0                                                                   | Burkina Faso                                                            | Qual. Coppa d'Africa 2019                                               | -                                                                       |                                                                         |
| 18-11-2018                                                              | Nouakchott                                                              | Mauritania                                                              | 2 – 1                                                                   | Botswana                                                                | Qual. Coppa d'Africa 2019                                               | -                                                                       |                                                                         |
| 14-11-2019                                                              | Harare                                                                  | Zimbabwe                                                                | 0 – 0                                                                   | Botswana                                                                | Qual. Coppa d'Africa 2021                                               | -                                                                       |                                                                         |
| 18-11-2019                                                              | Gaborone                                                                | Botswana                                                                | 0 – 1                                                                   | Algeria                                                                 | Qual. Coppa d'Africa 2021                                               | -                                                                       |                                                                         |
| 12-11-2020                                                              | Lusaka                                                                  | Zambia                                                                  | 2 – 1                                                                   | Botswana                                                                | Qual. Coppa d'Africa 2021                                               | -                                                                       |                                                                         |
| 16-11-2020                                                              | Francistown                                                             | Botswana                                                                | 1 – 0                                                                   | Zambia                                                                  | Qual. Coppa d'Africa 2021                                               | -                                                                       | 52’                                                                     |
| 1-6-2022                                                                | Bengasi                                                                 | Libia                                                                   | 1 – 0                                                                   | Botswana                                                                | Qual. Coppa d'Africa 2023                                               | -                                                                       | 63’                                                                     |
| 5-6-2022                                                                | Francistown                                                             | Botswana                                                                | 0 – 0                                                                   | Tunisia                                                                 | Qual. Coppa d'Africa 2023                                               | -                                                                       | 62’                                                                     |
| 27-9-2022                                                               | Johannesburg                                                            | Sudafrica                                                               | 1 – 0                                                                   | Botswana                                                                | Amichevole                                                              | -                                                                       |                                                                         |
| 24-3-2023                                                               | Malabo                                                                  | Guinea Equatoriale                                                      | 2 – 0                                                                   | Botswana                                                                | Qual. Coppa d'Africa 2023                                               | -                                                                       | 77’                                                                     |
| 28-3-2023                                                               | Francistown                                                             | Botswana                                                                | 2 – 3                                                                   | Guinea Equatoriale                                                      | Qual. Coppa d'Africa 2023                                               | 1                                                                       | 7’                                                                      |
| 17-6-2023                                                               | Francistown                                                             | Botswana                                                                | 1 – 0                                                                   | Libia                                                                   | Qual. Coppa d'Africa 2023                                               | -                                                                       | 72’                                                                     |
| 7-9-2023                                                                | Tunisi                                                                  | Tunisia                                                                 | 3 – 0                                                                   | Botswana                                                                | Qual. Coppa d'Africa 2023                                               | -                                                                       |                                                                         |
| 15-11-2024                                                              | Francistown                                                             | Botswana                                                                | 1 – 1                                                                   | Mauritania                                                              | Qual. Coppa d'Africa 2025                                               | -                                                                       | 90+3’                                                                   |
| 21-3-2025                                                               | Francistown                                                             | Botswana                                                                | 1 – 3                                                                   | Algeria                                                                 | Qual. Mondiali 2026                                                     | -                                                                       | 61’                                                                     |
| Totale                                                                  |                                                                         | Presenze                                                                | 32                                                                      |                                                                         | Reti                                                                    | 2                                                                       |                                                                         |